# Carl Stalling
Carl William Stalling (* 10. November 1891 in Lexington, Missouri; † 29. November 1972 nahe Los Angeles, Kalifornien) war ein US-amerikanischer Filmkomponist, der für mehr als 700 Zeichentrickfilme die Filmmusik komponiert hatte. Stalling schrieb die Musik für die ersten Micky-Maus- und Silly-Symphonies-Filme von Walt Disney und war von 1936 bis 1958 für die musikalische Untermalung der Looney Tunes von Warner Bros. verantwortlich.

## Leben

### Frühe Jahre
Carl Stalling war der Sohn von Ernest und Scophia Clara Stalling und wuchs in Lexington, Missouri auf. Die Eltern stammten aus Deutschland. Carl Stalling lernte bereits als Sechsjähriger das Klavierspiel, später spielte er die Kirchenorgel in seiner Heimatgemeinde. Mit 17 Jahren begann Stalling eine Karriere als professioneller Pianist in einem Theater in Independence, Missouri, nahe der Stadt Kansas City.
Anfang der 1920er-Jahre leitete Carl Stalling das Orchester im Kino Isis Theatre in Kansas City. Er improvisierte an der Kinoorgel, schrieb zu dieser Zeit aber noch keine eigenen Kompositionen nieder. In Kansas City traf Stalling erstmals Walt Disney, dem er mit der Musik zu einigen seiner Laugh-O-Gram-Filme aushalf. Als Disney 1923 nach Hollywood ging, brach der Kontakt zu Stalling zunächst ab.

### Mitarbeit bei Disney
Im Sommer 1928 besuchte Walt Disney Stalling überraschend in Kansas City. Disney bereitete gerade die Vertonung des Micky-Maus-Cartoons Steamboat Willie vor und sprach mit Stalling allgemein über die Möglichkeiten des Tonfilms. Er hinterließ Stalling zwei weitere Micky-Maus-Filme, Plane Crazy und The Gallopin’ Gaucho, die ursprünglich als Stummfilme produziert waren, aber noch keinen Verleiher gefunden hatten. Stalling schrieb die Filmmusik für diese Cartoons und folgte Disney im Oktober 1928 nach New York, wo der Soundtrack für die Filme aufgenommen wurde.
Nach dem großen Erfolg von Steamboat Willie griff Disney eine Idee von Stalling auf, neben der Micky-Maus-Reihe eine zweite Serie von Zeichentrickfilmen zu starten, bei der die visuelle Umsetzung musikalischer Themen im Vordergrund stehen sollte. Stalling hatte bereits bei dem ersten Treffen mit Walt Disney einen Cartoon mit tanzenden Skeletten vorgeschlagen Zusammen mit Disney und dem verantwortlichen Animator Ub Iwerks entstand aus dieser Idee der Film The Skeleton Dance, der den Auftakt zur Silly-Symphonies-Filmreihe bildete.
Stalling erarbeitete mit den Zeichnern bei Disney ein System, das eine Synchronisation von Musik und Handlung ermöglichte. In den Storyboard-zeichnungen wurde bereits der musikalische Rhythmus durch Markierungen der einzelnen Blätter vorgegeben, so dass bei der Vertonung der Filme die Vorgaben der Animatoren auch musikalisch eingehalten werden konnten. Die durch Stalling etablierte punktgenaue Kommentierung der Handlung durch die Filmmusik wurde später als Mickey-Mousing bezeichnet.
Als Ub Iwerks im Januar 1930 überraschend seinen Weggang von Disney ankündigte, um sein eigenes Zeichentrickstudio zu eröffnen, erklärte auch Stalling seinen Abschied. Stalling arbeitete zunächst exklusiv bei Iwerks an dessen Flip-der-Frosch-Filmen mit. 1932 machte sich Stalling selbstständig und arbeitete als Komponist und Arrangeur für verschiedene Studios. Er arbeitete zwischenzeitlich auch wieder für Disney; so ist Stallings Klavierspiel bei dem Oscar-prämierten Kurzfilm Die drei kleinen Schweinchen, dem auch international erfolgreichsten Silly-Symphonies-Cartoon, zu hören.

### Mitarbeit bei Warner Bros.
Im Juli 1936 wurde Carl Stalling von dem Produzenten Leon Schlesinger als Komponist für dessen Cartoons engagiert. Stallings Arrangements wurden erstmals in dem Schweinchen-Dick-Film Porky's Poultry Plant eingesetzt. Diente Stallings Musik anfangs nur zur Untermalung der Zeichentrickfilme, entwickelte er schnell den für die Looney Tunes typischen Sound, in dem die Action verstärkt wird und Gags auch musikalisch ausgedrückt werden. Stallings Gespür für Timing sorgte dafür, dass die Musik dem Tempo der Handlung folgen konnte. Oft stellte Stalling die Musik bereits basierend auf den Storyboard-Zeichnungen zusammen.
Da Schlesinger der gesamte musikalische Katalog von Warner Brothers zur Verfügung stand, konnte Stalling durch das kurze Anspielen bekannter Melodien komische Effekte erzielen. Oft verband er die musikalischen Zitate mit eigenen komponierten Melodien. Dabei entsprach Stallings Musik auch dem Stil der Looney Tunes, in denen selten eine Geschichte entwickelt wurde und stattdessen Gags aneinandergereiht werden. Zum Leidwesen der Cartoon-Regisseure wiederholte sich Stalling dabei sehr oft, so bemängelte Chuck Jones, dass er jedes Mal Allie Wrubels The Lady in Red anspielte, sobald eine weibliche Figur in einem Film auftrat.
Stalling verwendete aber nicht nur Popsongs für seine musikalische Untermalung, sondern setzte auch gerne Motive aus der Klassischen Musik ein. Beginnend mit der Fantasia-Parodie A Corny Concerto im Jahr 1943 entstanden mehrere Zeichentrickfilme, in denen Opernmotive umgesetzt wurden, so zum Beispiel der Bugs-Bunny-Film Rabbit of Seville als Parodie von Rossinis Barbier von Sevilla.
Über viele Jahre war Carl Stalling als alleiniger Komponist für die musikalische Untermalung der Zeichentrickfilme von Warner Bros. verantwortlich. Das bedeutete, dass Stalling jedes Jahr an mehr als 50 Filmen mitwirkte. Als Arrangeur stand ihm Milt Franklyn zur Seite, der Anfang der 1950er Jahre zum zweiten Komponisten aufstieg und schließlich Stallings Nachfolger als musikalischer Leiter der Zeichentrickabteilung von Warner Bros. wurde.
Carl Stallings letzte Arbeit war der 1958 von Chuck Jones produzierte Cartoon To Itch His Own. Zu diesem Zeitpunkt hatte er die Filmmusik zu mehr als 700 Filmen geschrieben. Nur ein Film, die Jack-Benny-Komödie Der Engel mit der Trompete aus dem Jahr 1945, war ein Spielfilm.

### Tod
Carl Stalling verbrachte seine letzten Lebensjahre in Hollywood Hills, wo er im Alter von 81 Jahren am 29. November 1972 verstarb. Das Interesse an Stalling als Komponist wurde erst zwei Jahrzehnte nach seinem Tod wiedererweckt, als zwei von Hal Willner zusammengestellte CDs mit Stallings Musik erschienen.

## Musikaufnahmen
- Hal Willner: The Carl Stalling Project: Music From Warner Bros. Cartoons, 1936–1958. Warner Bros., 1990
- Hal Willner: The Carl Stalling Project Volume 2: More Music From Warner Bros. Cartoons, 1939–1957. Warner Bros., 1995